# Alessandro Riedle
Alessandro Riedle (Lindenberg im Allgäu, Alemania, 14 de agosto de 1991), futbolista alemán. Juega de delantero y su actual equipo es el SC Brühl de la 1. Liga Promotion. Es hijo del ex-internacional alemán Karl-Heinz Riedle.

## Selección nacional
Ha sido internacional con la Selección de fútbol de Alemania Sub-17.

## Clubes
| Club                    | País     | Año       |
| ----------------------- | -------- | --------- |
| Grasshopper-Club Zürich | Suiza    | 2009      |
| VfB Stuttgart II        | Alemania | 2009-2010 |
| Grasshopper-Club Zürich | Suiza    | 2010-2011 |
| AC Bellinzona           | Suiza    | 2011-2013 |
| Akhisar Belediyespor    | Turquía  | 2013-2014 |
| Viktoria Köln           | Alemania | 2014-2015 |
| SC Brühl                | Suiza    | 2015-Act. |